# Mario Tortul
Mario Tortul (25. únor 1931 San Canzian d'Isonzo, Italské království – 25. srpen 2008 Janov, Itálie) byl italský fotbalový útočník a trenér.
V nejvyšší lize odehrál 252 utkání za tři kluby. Nejvíce sezon strávil v Sampdorii v letech 1953 až 1958. Ještě předtím než k Dorii přestoupil, vstřelil v sezoně 1952/53 22 branek a stal se nejlepším střelcem ve třetí lize. Nejlepšího umístění u Dorie bylo 5. místo v sezoně 1956/57. V roce 1958 přestoupil do Triestiny, kde zůstal jednu sezonu. Poté odešel do Padovy. Zde hrál do roku 1962. Fotbalovou kariéru zakončil v roce 1965 v dresu Terama.
Za reprezentaci odehrál jedno utkání a to proti Švýcarsku (1:1), konané 11. listopadu 1956.

## Hráčská statistika
| Sezóna           | Klub             | Liga             | Liga   | Liga | Ligové poháry | Ligové poháry | Ligové poháry | Kontinentální poháry | Kontinentální poháry | Kontinentální poháry | Celkem | Celkem |
| Sezóna           | Klub             | Soutěž           | Zápasy | Góly | Soutěž        | Zápasy        | Góly          | Soutěž               | Zápasy               | Góly                 | Zápasy | Góly   |
| ---------------- | ---------------- | ---------------- | ------ | ---- | ------------- | ------------- | ------------- | -------------------- | -------------------- | -------------------- | ------ | ------ |
| 1953/54          | Sampdoria        | Serie A          | 30     | 6    | -             | 0             | 0             | -                    | 0                    | 0                    | 30     | 6      |
| 1954/55          | Sampdoria        | Serie A          | 31     | 9    | -             | 0             | 0             | -                    | 0                    | 0                    | 31     | 9      |
| 1955/56          | Sampdoria        | Serie A          | 33     | 13   | -             | 0             | 0             | -                    | 0                    | 0                    | 33     | 13     |
| 1956/57          | Sampdoria        | Serie A          | 25     | 8    | -             | 0             | 0             | -                    | 0                    | 0                    | 25     | 8      |
| 1957/58          | Sampdoria        | Serie A          | 25     | 5    | IP            | 4             | 3             | -                    | 0                    | 0                    | 29     | 8      |
| 1958/59          | Triestina        | Serie A          | 26     | 6    | IP            | 1             | 0             | -                    | 0                    | 0                    | 27     | 6      |
| 1959/60          | Padova           | Serie A          | 29     | 12   | IP            | 1             | 1             | -                    | 0                    | 0                    | 30     | 13     |
| 1960/61          | Padova           | Serie A          | 26     | 7    | IP            | 1             | 0             | -                    | 0                    | 0                    | 27     | 7      |
| 1961/62          | Padova           | Serie A          | 28     | 3    | IP            | 0             | 0             | -                    | 0                    | 0                    | 28     | 3      |
| Celkem v Serii A | Celkem v Serii A | Celkem v Serii A | 252    | 69   | -             | 7             | 4             | -                    | 0                    | 0                    | 259    | 73     |

## Hráčské úspěchy

### Reprezentační
- 1× na MP (1955–1960)